# Årets Landsby
Årets Landsby er en pris, der årligt tildeles en landsby i Danmark af Landdistrikternes Fællesråd, Landsbyerne i Danmark og Forenet Kredit. Prisen blev etableret af Landsforeningen Landsbyerne i 1995.
I nogle år har kåringen været baseret på et tema, der har skiftet fra år til år.
Der er tre kriterier for at kunne ansøge om at være med i konkurrencen:
- Landsbyen skal have under 2000 indbyggere
- Der skal være udarbejdet en udviklingsplan for landsbyen
- Ildsjæle skal være det bærende element

Med prisen følger 50.000 kr til vinderlandsbyen, mens de to øvrige finaledeltagere modtager 25.000 kr.
Flere kommuner har lignende priser, som uddeles til landsbyer i deres eget område.

## Modtagere
| År   | Vinder                                       | Nominerede                                                                             | Tema                                                               | Ref.                 |
| ---- | -------------------------------------------- | -------------------------------------------------------------------------------------- | ------------------------------------------------------------------ | -------------------- |
| 1995 | Hvilsom, Aalestrup Kommune                   |                                                                                        |                                                                    |                      |
| 1996 | Skovlund, Ølgod Kommune                      |                                                                                        |                                                                    | [ 4 ] [ 5 ]          |
| 1997 | Jordrup, Lunderskov Kommune                  |                                                                                        |                                                                    | [ 6 ]                |
| 1998 | Tise, Brønderslev Kommune                    |                                                                                        |                                                                    | [ 7 ]                |
| 1999 | Billum, Varde Kommune                        |                                                                                        |                                                                    | [ 8 ]                |
| 2000 | Svindinge, Ørbæk Kommune                     |                                                                                        |                                                                    | [ 9 ]                |
| 2001 | Samsø, Samsø Kommune                         |                                                                                        |                                                                    | [ 10 ]               |
| 2002 | Bårse, Præstø Kommune                        |                                                                                        |                                                                    | [ 11 ] [ 12 ]        |
| 2003 | Filskov, Grindsted Kommune                   |                                                                                        |                                                                    | [ 13 ]               |
| 2004 | Klejtrup, Møldrup Kommune                    |                                                                                        |                                                                    | [ 14 ] [ 15 ]        |
| 2005 | Korinth, Faaborg Kommune                     |                                                                                        |                                                                    | [ 16 ] [ 17 ]        |
| 2006 | Ballum, Bredebro Kommune                     |                                                                                        |                                                                    |                      |
| 2007 | Gjøl, Aabybro Kommune                        |                                                                                        |                                                                    |                      |
| 2008 | Vejrup, Esbjerg Kommune                      |                                                                                        |                                                                    |                      |
| 2009 | Janderup, Varde Kommune                      |                                                                                        |                                                                    |                      |
| 2010 | Horslunde, Lolland Kommune                   |                                                                                        |                                                                    | [ 18 ]               |
| 2011 | Bagenkop, Langeland Kommune                  |                                                                                        |                                                                    |                      |
| 2012 | Vrads, Silkeborg Kommune                     |                                                                                        |                                                                    |                      |
| 2013 | Vestervig, Thisted Kommune                   |                                                                                        |                                                                    | [ 19 ]               |
| 2014 | Ølstrup, Ringkøbing-Skjern Kommune           |                                                                                        |                                                                    | [ 20 ] [ 21 ]        |
| 2015 |                                              |                                                                                        |                                                                    |                      |
| 2016 | Trekroner, Jammerbugt Kommune                | Båring-Asperup, Middelfart Kommune Torup, Halsnæs Kommune                              | De frivillige ildsjæles betydning for fællesskab og lokaludvikling | [ 22 ] [ 23 ]        |
| 2017 | Vallekilde, Odsherred Kommune                | Ansager, Varde Kommune Over Jerstal, Haderslev Kommune                                 | Den Digitale Landsby                                               | [ 24 ] [ 25 ] [ 26 ] |
| 2018 | Fejø, Lolland Kommune                        | Ryslinge, Faaborg-Midtfyn Kommune Gludsted, Ikast-Brande Kommune                       | Den samarbejdende landsby                                          | [ 27 ] [ 28 ]        |
| 2019 | Torup (nomineret i 2016), Halsnæs Kommune    | Asaa, Brønderslev Kommune Krogsbølle Sogn, Nordfyns Kommune                            | Den bæredygtige landsby                                            | [ 29 ] [ 30 ]        |
| 2020 | Håstrup, Faaborg-Midtfyn Kommune             | Bjergsted, Kalundborg Kommune Borris, Ringkøbing-Skjern Kommune                        | Hvordan kommer landsbyernes fællesskaber gennem en krise?          | [ 31 ]               |
| 2021 | Stjær, Skanderborg Kommune                   | Broagerland, Sønderborg Kommune Skovsgård, Jammerbugt Kommune                          | Hvordan kommer landsbyernes fællesskaber gennem en krise?          | [ 32 ]               |
| 2022 | Asaa, Brønderslev Kommune (nomineret i 2019) | Voerså, Frederikshavn Kommune Holtug, Stevns Kommune                                   | En landsby, hvor vi tager hånd om hinanden                         | [ 33 ] [ 34 ]        |
| 2023 | Sparkær, Viborg Kommune                      | Borris, Ringkøbing-Skjern Kommune (også nomineret i 2020) Bolderslev, Aabenraa Kommune | En landsby, der står sammen gennem energikrisen                    | [ 35 ] [ 36 ]        |